# Gianfrancesco Ginetti
Gianfrancesco Ginetti (ur. 12 grudnia 1626 w Rzymie, zm. 18 września 1691 tamże) – włoski kardynał.

## Życiorys
Urodził się 12 grudnia 1626 roku w Rzymie. W młodości został referendarzem Trybunału Obojga Sygnatur i skarbnikiem generalnym Kamery Apostolskiej. 1 września 1681 roku został kreowany kardynałem diakonem i otrzymał diakonię Santa Maria della Scala. 5 czerwca 1684 roku został wybrany arcybiskupem Fermo, a sześć dni później przyjął sakrę. Zmarł 18 września 1691 roku w Rzymie.